# Pere Joan Calvet
Pere Joan Calvet va ser un compositor d'Igualada, mort el 16 de juliol de 1714. Va ser un músic molt ben considerat arreu de Catalunya. Segons Baltasar Saldoni les algunes de les seves obres formaven part del repertori de l'església d'Igualada. Tot i això, no se'n coneix cap actualment.
Va formar part del tribunal de l'església de Santa Maria d'Igualada on va conèixer altres músics catalans, entre ells Tomàs Rossell i Josep Boldú. Des del 1689 fins al 1700 va treballar com a examinador de cant pla de nous alumnes a la comunitat de Santa Maria d'Igualada.